# Гленик
Гленик (фр. Glénic) насеље је и општина у централној Француској у региону Лимузен, у департману Крез која припада префектури Гере.
По подацима из 2011. године у општини је живело 620 становника, а густина насељености је износила 22,46 становника/km². Општина се простире на површини од 27,60 km². Налази се на средњој надморској висини од 400 метара (максималној 521 m, а минималној 293 m).

## Демографија
| 1962. | 1968. | 1975. | 1982. | 1990. | 1999. | 2011. |
| ----- | ----- | ----- | ----- | ----- | ----- | ----- |
| 531   | 574   | 531   | 581   | 605   | 593   | 620   |

График промене броја становника у току последњих година